# S62 Falke
| FRG Naval Ensign   | FRG Naval Ensign                         |
| ------------------ | ---------------------------------------- |
| S62 Falke          |                                          |
| Wappen S64 Bussard |                                          |
| Typ                | 143 – Albatros-Klasse                    |
| Rufzeichen         | DRBV                                     |
| Dienstzeit         | 13. April 1976 – 16. Dezember 2004       |
| Werft              | Lürssen-Werft, Bremen                    |
| Patenstadt         | Coesfeld                                 |
| Technische Daten   |                                          |
| Länge              | 57,58 m                                  |
| Breite             | 7,62 m                                   |
| Tiefgang           | 2,60 m                                   |
| Verdrängung        | 405 t                                    |
| Geschwindigkeit    | 43 kn                                    |
| Antrieb            |                                          |
| Dieselmotor        | 4 × MTU 16V 956 TB91                     |
| Leistung           | 4.500 PS (18.000 PS)                     |
| Wellen             | 4                                        |
| Schrauben          | dreiflügelig 1,30 m ⌀                    |
| Ruder              | 2                                        |
| E-Dieselmotoren    | 4 × 177 PS je Generator 135 kVA          |
| Verbrauchsstoffe   |                                          |
| Diesel             | 32 m³                                    |
| Bewaffnung         |                                          |
| Flugkörper         | 4 × MM38 Exocet                          |
| Torpedo            | 2 × Torpedorohr 533mm S5A2               |
| Geschütz           | 2 × Oto Melara 7,6 cm L/62               |
| SMG                | 2 × Browning M2                          |
| Sensoren           |                                          |
| Fire Control       | WM27 – 444DU                             |
| Navigationsradar   | 3 RM/20                                  |
| Eloka-Anlage       | Octopus                                  |
| Data Link          | LINK 11                                  |
| Besatzung          |                                          |
| Besatzung          | 43 Soldaten                              |
| Offiziere          | 5 (Kommandant, I WO, II WO, III WO, STO) |
| PUO                | 5 (DM, EM, MM, SOP, STT)                 |
| Unteroffiziere     | 15                                       |
| Mannschaften       | 18                                       |

S 62 Falke war ein Schnellboot der Deutschen Bundesmarine. Es gehörte zur Klasse 143 (Albatros-Klasse) und wurde am 13. April 1976 als erstes Boot dieser zehn Boote umfassenden Klasse in Dienst gestellt. Das Boot wurde auf der Lürssen-Werft gebaut und nach seiner Indienststellung dem 2. Schnellbootgeschwader unterstellt, das bis Ende Oktober 1994 in Olpenitz und danach im Marinestützpunkt Warnemünde beheimatet war. Nach der Außerdienststellung am 16. Dezember 2004 wurde das Boot im Marinearsenal in Wilhelmshaven aufgelegt und wurde dort als Ersatzteilträger für die Boote der Gepard-Klasse genutzt.

## Vorgänger
In der deutschen Marinegeschichte gab es viele Schiffe und Boote mit dem Namen Falke oder mit der Bezeichnung S62. Das erste in dieser Reihe war ein Segelschiff Falke der brandenburgischen Marine, das von 1681 bis 1696 im Indischen Ozean eingesetzt wurde. Es folgte der Aviso Falke am Ende des 19. Jahrhunderts. Er nahm unter anderem am Deutsch-Französischen Krieg teil. 1891 bis 1912 war der Kleine Kreuzer Falke für das Deutsche Kaiserreich in Übersee unterwegs.
Im Zweiten Weltkrieg wurden das Torpedoboot Falke (1927–1944) und das Schnellboot S62 (1941–1945) eingesetzt. Das Torpedoboot Falke war zuvor bereits während des Spanischen Bürgerkrieges im Einsatz und wurde am 14. Juni 1944 in Le Havre durch Bombentreffer versenkt. Der letzte Vorgänger von S62 Falke war S10 Falke (P 6072) der Klasse 141 (Jaguar-Klasse). Dieses Boot war von 1958 bis 1975 wie S62 im 2. Schnellbootgeschwader der Bundesmarine im Dienst.

## Geschichte

### Bau und Indienststellung
Am 13. Juli 1972 wurde die Bremer Vulkan-Werft mit dem Bau des Schnellbootes beauftragt, die Kiellegung erfolgte am 20. Oktober des gleichen Jahres. Am 21. März 1974 folgten Stapellauf und Taufe. Patenstadt wurde die westfälische Stadt Coesfeld. Am 13. April 1976 wurde das Boot der Bundesmarine übergeben, als erstes Boot der Klasse 143, da es Probleme beim Bau des Typschiffes Albatros gegeben hatte. Zwei Wochen später am 26. April lief das Boot im Heimathafen in Olpenitz ein.

### Manöver und Einsätze

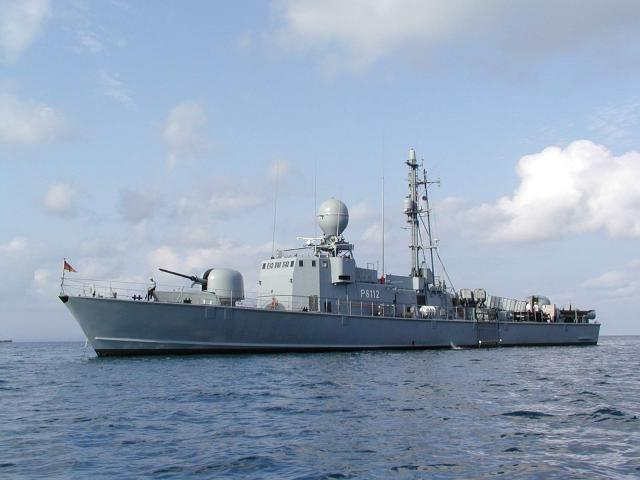
S62 Falke im Roten Meer

Da die geplante Rolle der Schnellboote der Albatros-Klasse ursprünglich die Küstenverteidigung in Nord- und Ostsee war, nahm S62 Falke an vielen Manövern insbesondere in diesem Bereich teil. Durch die neue Rolle, die die Bundeswehr zunehmend innerhalb der NATO übernahm, wurde das Einsatzgebiet auch auf das Mittelmeer ausgedehnt. Seinen wohl wichtigsten Einsatz erfüllte S62 Falke 2002 im Rahmen der Operation Enduring Freedom (TG 500.01) am Horn von Afrika. Dies war der erste Einsatz der Deutschen Marine nach dem Zweiten Weltkrieg. Heimathafen während der Mission war der Hafen von Dschibuti. Die Rückfahrt nach Warnemünde führte die Besatzung durch das komplette Rote Meer und das Mittelmeer sowie durch den Sueskanal, die Straße von Messina und die Straße von Gibraltar. Unterwegs wurden Häfen in acht Staaten angelaufen, darunter Dschidda (Saudi-Arabien), Safaga (Ägypten), Málaga (Spanien),  und Souda/Westkreta (Griechenland).

### Außerdienststellung
Am 13. Oktober 2004 trat Falke die letzte Fahrt, die Verlegungsfahrt nach Wilhelmshaven, an, am 16. Dezember folgte die Außerdienststellung. Das Boot wurde nun als Ersatzteilträger für die Boote der Gepard-Klasse genutzt und inzwischen abgewrackt.
Teile von S62 FALKE (Brücke, Fahrstand, Leitstand, taktischer Bildschirm horizontal (TBH) und Vorschiffseinrichtung) und S67 KONDOR (Kommandantenkammer) sind in der militärhistorischen Sammlung Schnellboote und Korvetten im Marinestützpunkt Hohe Düne in Warnemünde auch der Öffentlichkeit zugänglich.

## Kommandanten
- Korvettenkapitän Brügge (April 1976–September 1978)
- Korvettenkapitän Tschöpe (September 1978–September 1981)
- Korvettenkapitän Geddert (September 1981–Dezember 1985)
- Korvettenkapitän Beirer (März 1986–Oktober 1988)
- Korvettenkapitän Schultz (Oktober 1988–Oktober 1993)
- Korvettenkapitän Tornier (Oktober 1993–September 1997)
- Kapitänleutnant Jahn (September 1997–Juni 2000)
- Korvettenkapitän Jungmann (Juni 2000–Juli 2003)
- Korvettenkapitän Hirland (Juli 2003–Dezember 2004)